# Харьковская бисквитная фабрика
ЗАО Харьковская бисквитная фабрика — ведущее кондитерское предприятие в городе Харькове.

## 1932—2000

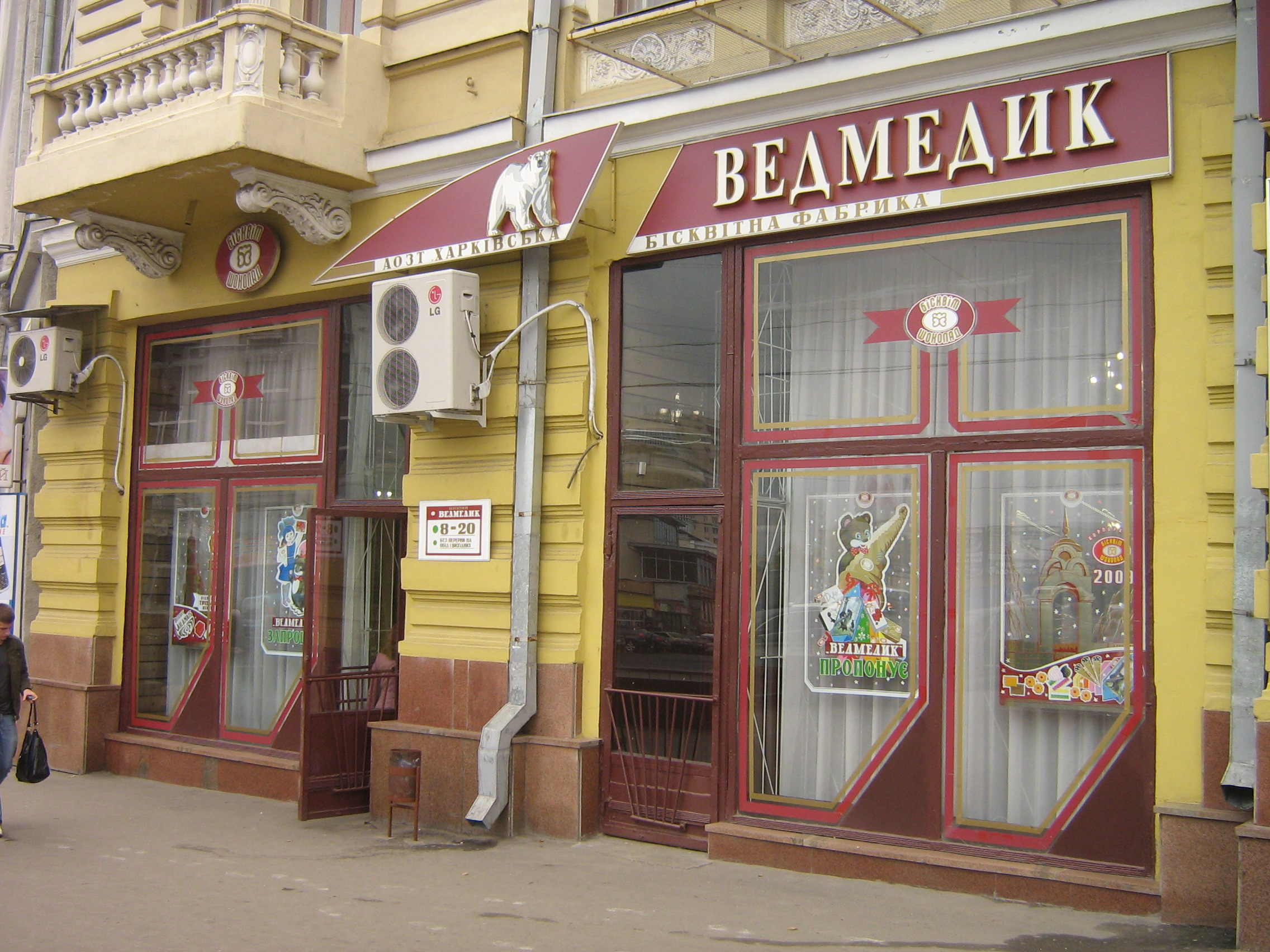
Магазин «Ведмедик» корпорации «БИСКВИТ -ШОКОЛАД» работает в Харькове больше ста лет.

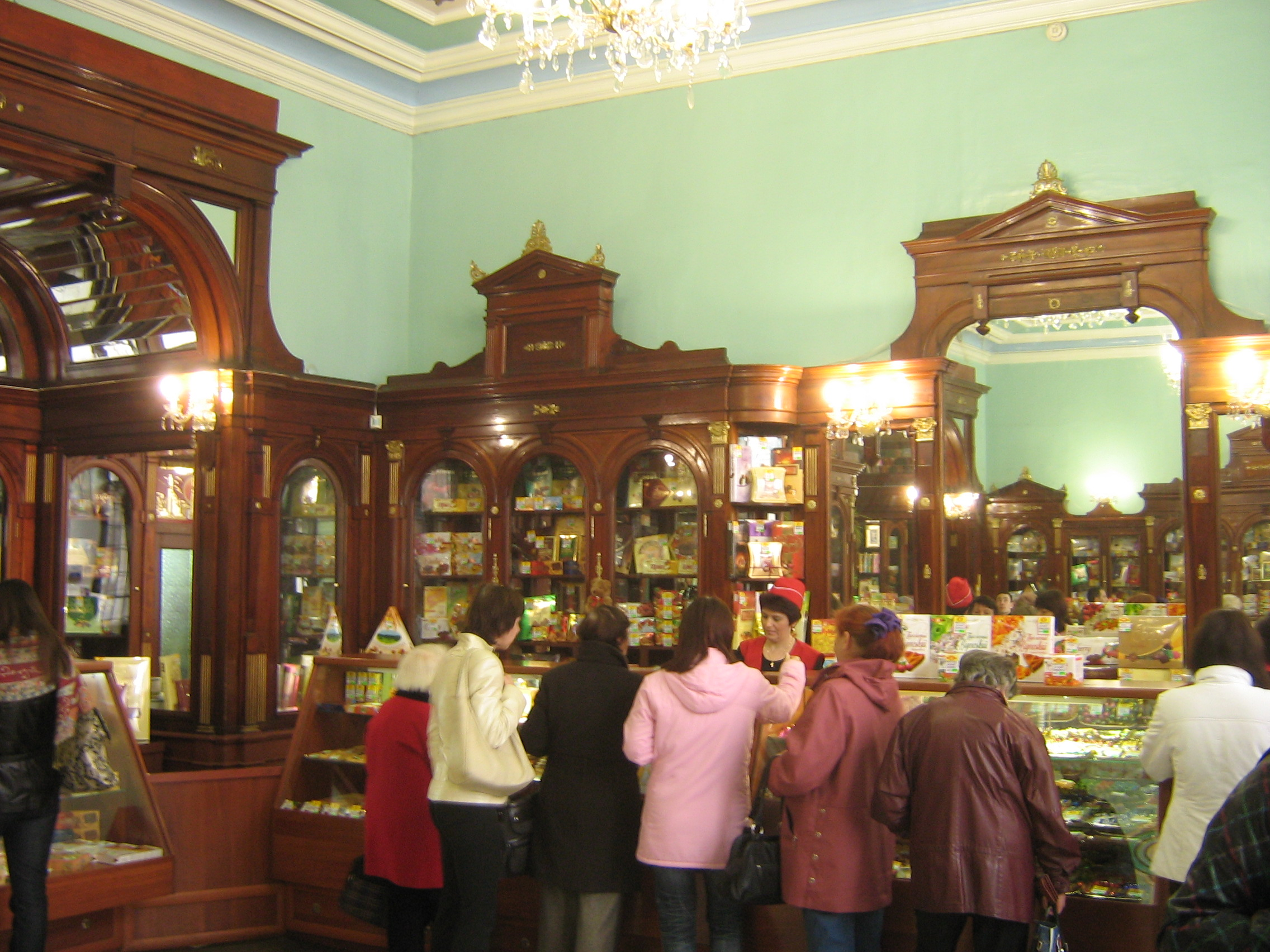
Интерьер магазина «Ведмедик».

Строительство фабрики началось в 1932 году, а в мае 1935 года состоялся пуск в эксплуатацию четырёх линии с кирпичными печами туннельного типа и ручным обслуживанием, работавших на угле.
На фабрике работало 1300 человек, которые производили один из самых востребованных видов продукции — мучные кондитерские изделия — 16 тыс. тонн печенья в год.
Во время войны оборудование было вывезено в Уфу. В 1944 году началось восстановление производства. Первую продукцию фабрика выпустила в 1945 году — 382 тонны. Полностью восстановление было закончено в 1954 году, но в цехах по-прежнему преобладал ручной труд.
В 1958 году в связи с разработкой Шебелинского газового месторождения была проведена полная реконструкция с заменой печей на газовые и с установкой четырёх новых сахарных технологических линий, что позволили значительно увеличить выпуск продукции (объём фасованной продукции вырос более чем в 8 раз), улучшить условия труда.
Полностью технологический поток был создан к 1965 году — смонтированы две полуавтоматические линии, установлены 10 заверточных полуавтоматов для фасовки печенья, 3 тестомесильные машины, внедрена бестарная перевозка сырья, механизированы подъемно-транспортные работы по приёму и подаче сырья в производство, улучшены условия труда в складах и цехах предприятия, методом «народной стройки» построено здание вафельного цеха. К 1967 г. создано производство картонной и транспортной тары.
Полная механизация вафельного цеха закончена в 1969 году.
В 1986 году пять устаревших бисквитных линий по производству сахарных сортов печенья были заменены более прогрессивными.

## 1987—2009
В 1987 году директором предприятия была назначена Алла Арестовна Коваленко.
В 1988 году была установлена линия «Минел» по производству затяжных сортов печенья, значительно улучшились условия труда.
1 января 1991 года фабрика выходит из состава Харьковского объединения кондитерской промышленности и становится самостоятельной.
В 1992 г. запущена первая на Украине поточная автоматизированная линия по производству крекера итальянской фирмы «Орланди». На предприятии появились специалисты по электронной и вычислительной технике.
В 1993 году фабрика получила сертификаты соответствия на готовую продукцию, что позволило обеспечить выпуск продукции стабильного качества и экспортировать её.
В декабре 1993 года предприятие было приватизировано трудовым коллективом и переименовано в АОЗТ «Харьковская бисквитная фабрика». Предприятие получило возможность самостоятельно распоряжаться заработанными средствами.
В сентябре 1998 года фабрика подписала договор о совместной деятельности с Харьковской кондитерской фабрикой, по которому она обеспечивала кондитерку качественным сырьём и вела сбыт готовой продукции. В ноябре того же года собрание акционеров кондитерской фабрики решило продать Харьковской бисквитной фабрике и контрольный пакет акций, средства от которого были направлены на погашение долгов, в том числе и по бюджету. Благодаря этому удалось разблокировать расчетные счета, произвести оплаты.
Предпринятые меры оказались обоюдовыгодными: кондитерская фабрика, получившая впоследствии название «Харьковчанка», стала наращивать объёмы производства, возвращать утерянные рынки сбыта, а бисквитная фабрика получила возможность предлагать торговым партнерам весь спектр кондитерских изделий.
С 2001 года все изделия обоих предприятий выпускаются под объединённым логотипом «Бисквит-Шоколад».
В августе 2004 года предприятия объединились в корпорацию «Бисквит-Шоколад».

## Продукция

### Бисквиты
| Бисквит «Фирменный» шоколадный коктейль         | Шоколадный бисквит с кремовой шоколадной начинкой. |
| Бисквит «Фирменный» коктейль вишня со сливками  | Воздушный классический бисквит с легкой кремовой начинкой вкуса спелой вишни. |
| Бисквит «Фирменный» коктейль малина со сливками | Воздушный классический бисквит с легкой кремовой начинкой вкуса малины. |
| Бисквит «Фирменный» сгущённое молоко + кальций  | Нежный бисквит с молочной кремовой начинкой с добавлением молока сгущенного с сахаром, обогащён кальцием. Эта продукция создавалась с желанием вырастить подрастающее поколение здоровым и крепким. |
| Бисквит «Фирменный» молочно-ореховый коктейль   | Оригинальное сочетание нежного бисквита с дробленым орехом кешью и воздушной молочно-ореховой начинкой.                                                                                             |

### Рулеты
| Рулет «Фирменный» клубника со сливками          | Классический бисквит дополняет начинка из сливочного крема и клубничного конфитюра.                                                      |
| Рулет «Фирменный» молочно-абрикосовый           | Необыкновенное сочетание нежного пористого бисквита с кремово-фруктовой начинкой с добавлением цельного молока и абрикосового конфетюра. |
| Рулет «Фирменный» ореховый с молочными сливками | Сочетание нежного бисквита и сливочно-ореховой начинки придаёт рулету неповторимый изысканный вкус.                                      |
| «Рулет „Фирменный“ шоколадно-клюквенный»        | Оригинальный вкус продукта достигается за счёт шоколадного бисквита и начинки с добавлением клюквенного конфетюра.                       |

| Рулет «Крем-вишня»       | Воздушный классический бисквит с легкой кремовой начинкой вкуса спелой вишни.                                                               |
| Рулет «Крем-шоколад»     | Сочетание бисквита с какао-порошком и кремовой начинки, в рецептуру которой входит какао тертое, придающее рулету изысканный вкус шоколада. |
| Рулет «Шоколад-апельсин» | Оригинальное сочетание бисквита, обогащенного натуральным какао, с воздушной кремовой начинкой со вкусом апельсина.                         |
| Рулет «Молочный крем»    | Нежный классический бисквит с мягкой молочной кремовой начинкой.                                                                            |
| Рулет «Карамель-фундук»  | Сочетание классического бисквита, ореховой пасты и молочно-карамельной начинки создаёт неповторимый вкус.                                   |

### Пироги
| Пирог «Венский» абрикос | Пирог из классического песочного теста с начинкой из абрикосового джема. |
| Пирог «Венский» яблоко  | Пирог из классического песочного теста с начинкой из яблочного джема.    |
| Пирог «Венский» вишня   | Пирог из классического песочного теста с начинкой из вишневого джема.    |